# Haplusia longipalpis
Haplusia longipalpis är en tvåvingeart som först beskrevs av Boris Mamaev 1964.  Haplusia longipalpis ingår i släktet Haplusia och familjen gallmyggor. Inga underarter finns listade i Catalogue of Life.